# Olga Preobrajenska
Pour les articles homonymes, voir Preobrajensky.
Ne doit pas être confondu avec Olga Preobrajenskaïa.
Olga Iossifovna Preobrajenskaïa (en russe : Ольга Иосифовна Преображенская), dite Olga Preobrajenska, est une danseuse russe née à Saint-Pétersbourg le 2 février 1871 et morte à Saint-Mandé le 27 décembre 1962.

## Biographie
Olga Preobrajenska a été l'une des premières danseuses préférées du ballet impérial russe.
En 1879, elle commence des études de danse à l'École impériale du ballet sous la direction de Nicolas Legat, Ekaterina Vazem, Christian Johansson et Enrico Cecchetti, puis elle est engagée au théâtre Mariinsky dix ans plus tard et devient prima ballerina en 1900.
Sa période d'activité a coïncidé avec celle d'une autre danseuse de ballet éminente, Mathilde Kschessinska, mais Kschessinska avait des intercesseurs dans la famille impériale et obtenait tous les rôles principaux. C'était une grande tragédie pour Preobrajenska.
Olga Preobrajenska a commencé sa carrière pédagogique dès 1914 à l'école théâtrale impériale et l'école privée d’Akim Volynski. Parmi ses élèves figurent Cleo Nordi, Agrippina Vaganova, Vera Volkova, Tatjana Gsovsky,
Après la révolution d’Octobre, elle se consacre à l'enseignement de la danse aux nouvelles générations, d'abord à Pétrograd, puis à Paris. Elle a organisé en 1923 à Paris l'école du ballet classique « Studio Wacker », 67/69, rue de Douai. Cette école a donné au monde beaucoup de grands artistes.
Margot Fonteyn, Alberto Alonso, Paul Grinwis, Nadia Nerina, Vladimir Dokoudovsky, Maurice Béjart, Irina Baranova, Tamara Tchinarova, Nina Tikhonova, Tamara Toumanova, Nicholas Orloff, Nina Vyroubova, Maina Gielgud, Wladimir Skouratoff, Vera Zorina, Alexandra Danilova, Serge Golovine, Lilian Lambert, Milorad Miskovitch, Adam Darius, Ludmila Tcherina, Igor Youchkevitch, Nina Youchkevitch, Yury Zoritch, George Skibine, Daniel Spoerri, Margarete Wallmann, André Eglevsky, Hélène Kirsova, Belinda Wright, Alan Bergman, Tamara Lochanska etc. furent parmi ses élèves.
Décédée en 1962, très pauvre, dans une maison de retraite, Olga Preobrajenska est inhumée au cimetière russe de Sainte-Geneviève-des-Bois (certaines sources indiquent à tort au cimetière de Montmartre).

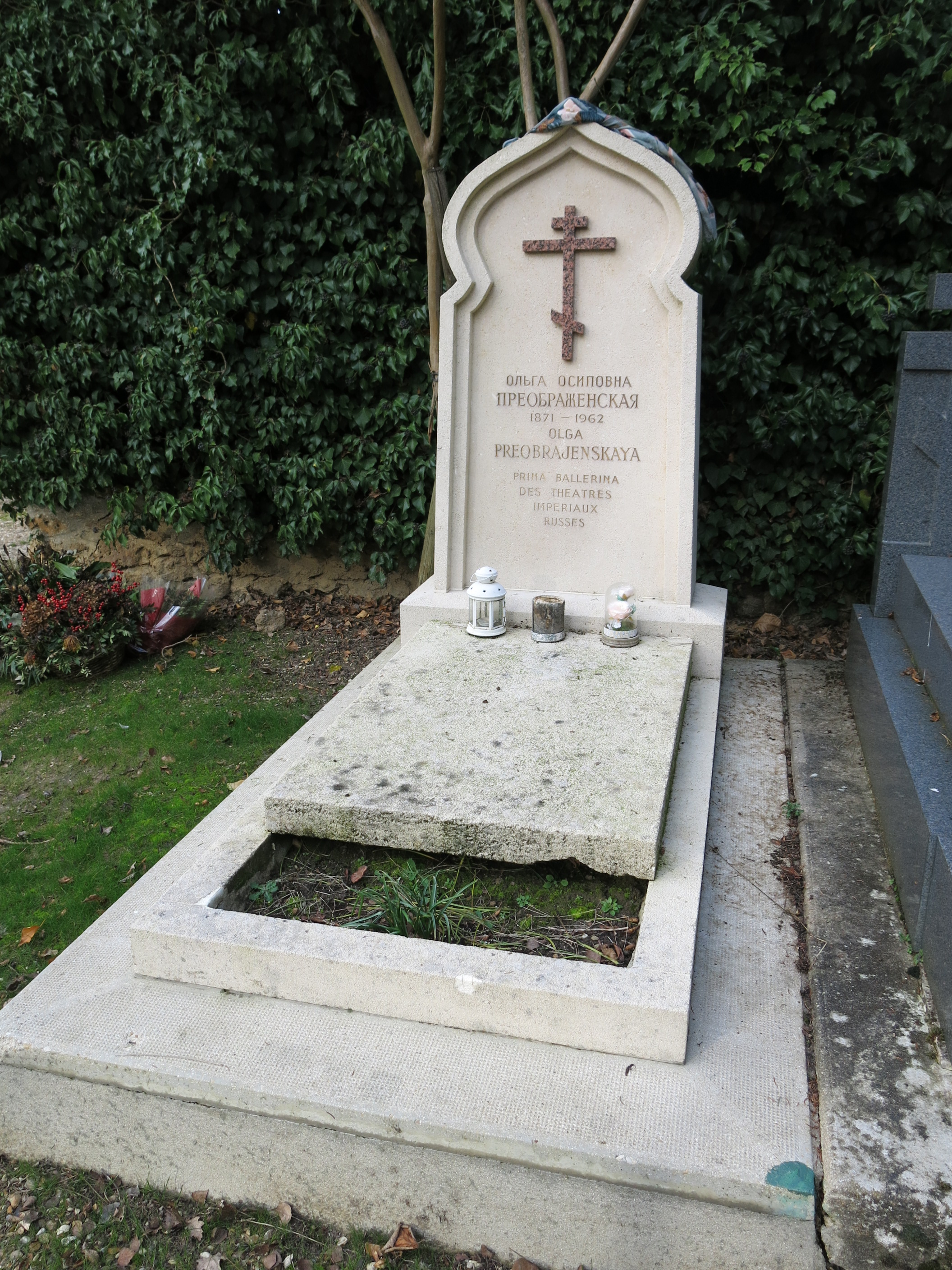
Tombe au cimetière russe de Sainte-Geneviève des Bois.

## Répertoire
- Le Lac des cygnes : Odette et les cygnes, 1895[réf. nécessaire]